# Palacete Rosa
O Palacete Rosa é um casarão histórico tombado em 1991 que pertenceu à família Jafet, localizado no número 801 da Rua Bom Pastor, no bairro do Ipiranga, na cidade de São Paulo.

## Histórico

### Residência da família Jafet
O palacete foi construído em 1927 para servir de residência ao casal David Jafet e Munira Jafet, que faleceram respectivamente em 1951 e 1978. Posteriormente foi herdada por seu filho, Ibrahim Jafet, que lá residiu com sua esposa Doris Edwina Yazbek Dumani Jafet, com sua mãe Munira, e seus dois filhos, Christian e Luciano, até abril de 1963, quando o imóvel foi vendido para o Instituto Santa Olga.

### Instituto Santa Olga
O Instituto Santa Olga foi um internato ligado a Companhia de Santa Úrsula (ou Ordem das Irmãs Ursulinas da União Romana), que era voltado exclusivamente para meninas. A casa chegou a acolher filhas dos imigrantes russos refugiadas da Segunda Guerra Mundial. Ainda existem resquícios do instituto na construção, pois o porão da residência sofreu uma reforma na época para servir de dormitório para as Irmãs Ursulinas, enquanto as alunas ocupavam os quartos no segundo andar.
As atividades foram encerradas no final da década de 90 e o Palacete Rosa adquirido em 2003, para sua residência, pelo conhecido psicólogo e médium Luiz Antônio Gasparetto.

### Residência de Luiz Antônio Gasparetto
No início dos anos 2000, o médium e psicólogo Luiz Antonio Gasparetto adquiriu o palacete para servir como sua residência. O imóvel foi então restaurado de acordo com o projeto original e sofreu algumas intervenções a fim de adaptá-lo ao modo de vida moderno respeitando o tombamento do edifício. As obras de restauro ficaram a cargo da arquiteta Josanda Ferreira e foram concluídas em 2009, quando Gasparetto passou definitivamente a residir no local até sua morte em 3 de maio de 2018.

### Leilão do Palacete Rosa
Desde o falecimento de Luiz Antonio Gasparetto, o casarão está sendo preservado pelos seus herdeiros, que decidiram levar a propriedade à leilão no ano de 2021 através do leiloeiro "Alfa Leilões", com abertura iniciada em junho e fechamento 26 de abril de 2021. O leilão tem lance inicial em R$ 5.000.000,00.

## Arquitetura
O casarão foi construído em estilo eclético predominantemente mourisca, tanto em seu exterior como no interior. Foi construído em uma área de 1.200 m². Apresenta em seu exterior ornamentos mouriscos como minarete, colunas, relevos e arcos árabes enquanto no interior, reproduz fielmente uma mesquitas do oriente médio, com afrescos, serralheria, rendilhado que revestem as paredes e claraboia com vitrais coloridos. Também conserva um elevador instalado pela família Jafet nos anos 1920.
O piso foi construído com granilite com madrepérolas incrustadas e a escadaria é de mármore branco. No corredor do andar superior, existe uma grande pintura na parede que ilustra uma cena de uma cidade do oriente médio. Apesar de não haver referência escrita, afirma-se ser Bagdá.